# Émetteur Lahti

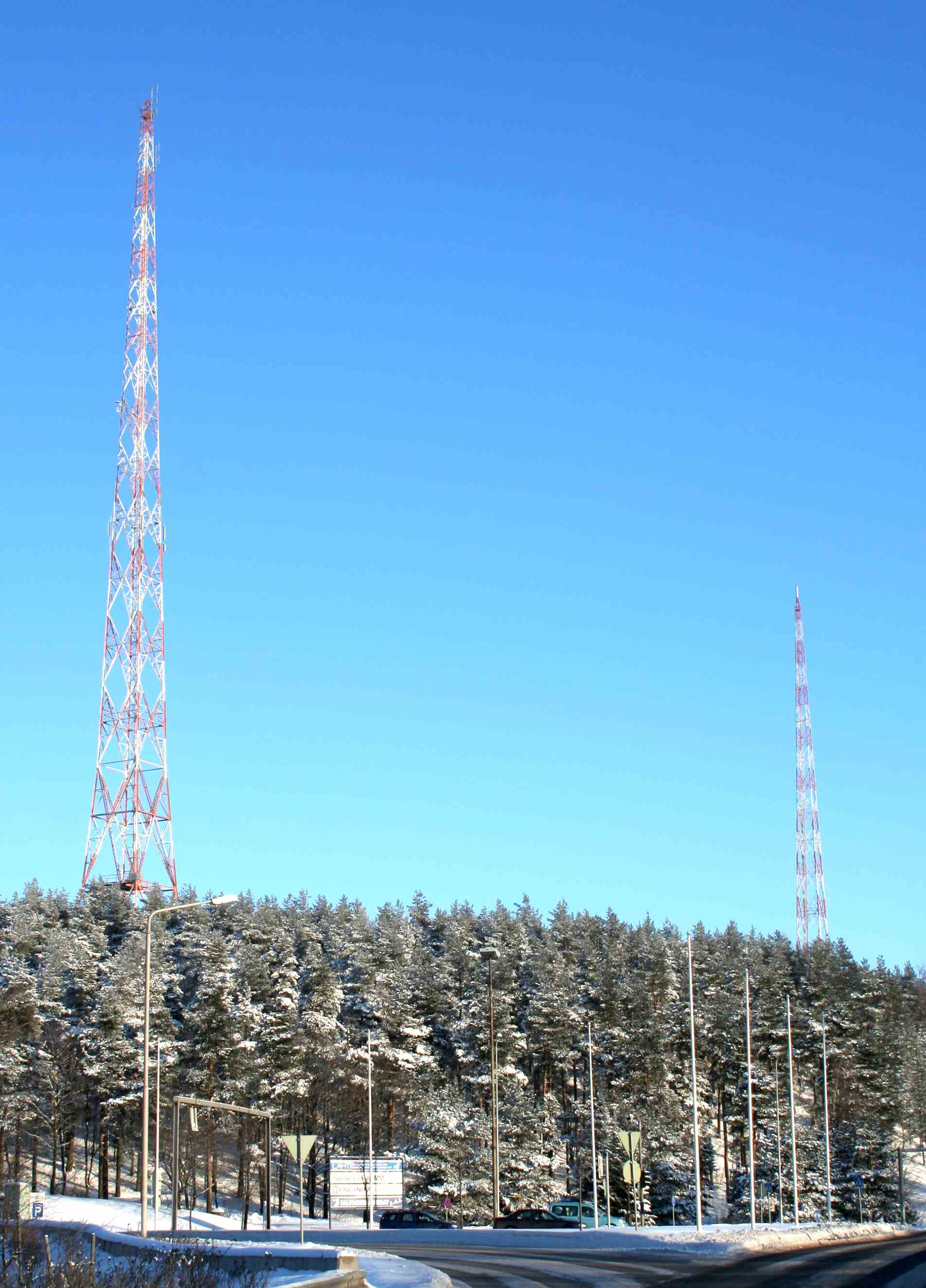
Les deux mâts de radiodiffusion de Radiomäki à Lahti, vue du croisement de la valtatie 12 et de la seututie 140.

L’Émetteur Lahti était un service de transmission ondes longues à Lahti, en Finlande. 

## Histoire
L'émetteur est inauguré en 1927 et est constitué d'une antenne de type T située entre deux tours en acier de 150m de hauteur de cadre. 
L'émetteur Lahti été retiré du service en 1993 et depuis il est géré par la direction des musées de Finlande qui en a fait un musée. 